# Siphamia majimai
Siphamia majimai är en fiskart som beskrevs av Kiyomatsu Matsubara och Iwai, 1958. Siphamia majimai ingår i släktet Siphamia och familjen Apogonidae. Inga underarter finns listade i Catalogue of Life.